# HEART FOR LIFE
HEART FOR LIFE（ハート フォー ライフ）とは、2008年11月19日発表のi-nosのデビューアルバム。レコードレーベルは発売元BLUE MUSIC ENTERTAINMENT/ 販売元ベルウッド・レコード。

## 解説
羽ばたくという意味合いから溢れるほどの鳥の羽を抱えるジャケット。羽を光にかざす初回限定版も存在していた。

## 収録曲
01. wing song　　作詞・作曲・編曲：youichi hotta
未来の自分を想像し、飛び立つ勇気を持つことを約束しようという楽曲。自然な転調が特徴的である。
02. Glory Days　　作詞・作曲・編曲：youichi hotta
過ごした地や環境がどんなに変わっていっても全ての出来事を心の支えにしていきたいという楽曲。i-nos結成前から存在しているこの楽曲には特別な想いを持っているらしい。カノンのコード進行でサビが構成。
03. day for us　　作詞・作曲・編曲：youichi hotta
別々の道を選んでも応援し合える仲でいたい。お互いの目指すものに一心に向かっていこうという楽曲。
04. tear of 7color　　作詞・作曲・編曲：youichi hotta
アンサンブル的に完成度の高い仕上がりになったと語られている。タイトルの意味として、夜の街や夜景の中で涙を浮かべた時に虹色にぼやけて見える情景が表されている。涙でかすんだ風景の中、流れる星（こぼれた涙）に負けないくらい美しく輝く自分になりたいという楽曲。
05. your feeling, my life　　作詞・作曲・編曲：youichi hotta
ボサノバ調でイメージし、アンビエント風なモチーフとの掛け合わせで生まれたサウンド。世の中のニュースを題材に、情報を得ることや送り出すことの目的を問う楽曲。
06. chase to the wind　　作詞・作曲・編曲：youichi hotta
多摩川河川敷で完成した楽曲だという。自転車が走り抜けていく様と、高速で低空を飛んでいた鳥のイメージを重ねあわせ、向かう先の困難を乗り越えて走り抜こうという楽曲。
07. true feeling　　作詞・作曲・編曲：youichi hotta
失恋後、いつか相手がこんな風に想ってくれたらというエゴから生まれた楽曲だと語られている。大切な人と一緒に大切なものに向かえることがどんなに心強いことか、そしてその気持ちはかけがえのない幸せなのだと。
08. kizuna　　作詞：ryo & youichi hotta/ 作曲・編曲：youichi hotta
ボーカルの綾が大学卒業時に書いた仲間に向けた詞にhottaが監修を重ね完成。人生の中で繰り返される出会いと別れ、二度と戻らない過ごした時間を大切に、その出会いと共に絆として守っていきたいという楽曲。
09. hikari　　作詞・作曲：youichi hotta
アコースティックギターのテイストで仕上げられている。心地良いヴァイオリンとのアンサンブル。生きていく路を照らす希望を信じていきたいという楽曲。
※楽曲解説はhottaの公式ブログから抜粋、曲目はCD版を参照した。

## その他
- ‘youichi hotta’と‘hotta’は同一人物である。
- 6曲目は後に‘宇都宮ブリッツェン’の公式応援ソングとして候補に挙げられシングルカットされる楽曲となる。